# DWA-Regelwerk
Das DWA-Regelwerk Wasserwirtschaft, Abwasser, Abfall ist eine von der Deutschen Vereinigung für Wasserwirtschaft, Abwasser und Abfall (DWA) herausgegebene Sammlung technischer Regeln für die Wasserwirtschaft. Es besteht derzeit (Stand: 2020) aus rund 330 Arbeitsblättern und Merkblättern, die in ehrenamtlich tätigen Gremien und unter Beteiligung der Fachöffentlichkeit im Rahmen eines förmlichen Anerkennungsverfahrens erarbeitet und von der DWA verlegt werden. Zusätzlich befinden sich gut 30 Arbeits- und Merkblätter in Er- bzw. Überarbeitung.
Die DWA-Tochter Gesellschaft zur Förderung der Abwassertechnik e.V. (GFA) bringt die Zeitschriften KA-Korrespondenz Abwasser und KW-Korrespondenz Wasserwirtschaft heraus, in welchen auf die jeweils aktuellen Regeln hingewiesen wird.
DWA-Arbeitsblätter gelten als allgemein anerkannte Regeln der Technik. Die DWA-Merkblätter beschreiben ebenfalls technische Regeln. Allerdings erfüllen diese noch nicht die Voraussetzungen für eine allgemeine Anerkennung. Sie haben empfehlenden Charakter. Nach Vorliegen praktischer Erfahrungen können sie in Arbeitsblätter überführt werden. 
Arbeits- und Merkblätter werden in viele Sprachen übersetzt, vor allem jedoch ins Englische.

## Allgemeines
Das DWA-Regelwerk wird von der Deutschen Vereinigung für Wasserwirtschaft, Abwasser und Abfall e.V. (DWA) erarbeitet, einem gemeinnützigen technisch-wissenschaftlichen Fachverband mit Sitz in Hennef. Gegenstand des Regelwerks ist die Wasser- und Abfallwirtschaft. Die Veröffentlichungen des Regelwerks beziehen sich auf die Planung, den Bau und den Betrieb von Anlagen der Abwasserbeseitigung und auf die Themen Ingenieurhydrologie, Wasserbau, Kulturbau, Bodenschutz, Gewässerunterhaltung und -entwicklung, Behandlung gewerbespezifischer Industrieabwässer und -abfälle, Entsorgung von Klärschlamm und Abfällen sowie auf wirtschaftliche und rechtliche Aspekte der Wasserwirtschaft. Die Beschäftigung mit der Trinkwassergewinnung und -versorgung gehört nicht zu den Aufgaben der DWA und ist daher nicht Bestandteil des Regelwerks. Hiermit befasst sich der Deutsche Verein des Gas- und Wasserfaches e.V. (DVGW).
Ausgangspunkt für die technische Regelsetzung sind die in umweltgesetzlichen Vorschriften gebräuchlichen sogenannten Technikklauseln. Der Gesetz- oder Verordnungsgeber auf Bundes- oder Landesebene legt darin fest, dass bestimmte Anlagen den „allgemein anerkannten Regeln der Technik“ entsprechen müssen, ohne dass der Gesetzgeber entsprechende Regeln selbst erlassen würde. Viele DWA-Arbeitsblätter wurden erarbeitet, weil das deutsche Wasserhaushaltsgesetz (WHG) in § 60 Abs. 1 regelt, dass „Abwasseranlagen nur nach den allgemein anerkannten Regeln der Technik errichtet, betrieben und unterhalten“ werden dürfen.
Das DWA-Regelwerk stellt Planern, Betreibern, Dienstleistern und ausführenden Unternehmen bundeseinheitlich solche allgemein anerkannten Regeln der Technik zur Verfügung. Als Regeln einer privaten Vereinigung haben sie keine mit Rechtsnormen vergleichbare Wirkung und erheben aus sich heraus keinen Absolutheitsanspruch. Eine Anwendungspflicht kann sich jedoch aus anderen Rechts- oder Verwaltungsvorschriften, aus Verträgen oder einem sonstigen Rechtsgrund ergeben.
Anders als die Begriffe "Arbeitsblatt" und "Merkblatt" vermuten lassen, umfassen die "Blätter" oft zwischen 20 und 100 Seiten.

## Grundlagen der Regelwerksarbeit
Ziel der Regelwerksarbeit ist es, eine möglichst breite Anerkennung der technischen Regeln in der Praxis zu erreichen, im Falle von DWA-Arbeitsblättern die „allgemeine Anerkennung“. Hierzu bedarf es eines verbindlichen, einheitlichen und transparenten Verfahrens unter Einbindung der (Fach-)Öffentlichkeit. Da es für dieses Verfahren keine gesetzlichen Vorgaben gibt, legen Institutionen, die technische Regeln erarbeiten wollen (neben der DWA zum Beispiel das Deutsche Institut für Normung DIN, der VDE, der DVGW), jeweils eigene verbindliche Vorgaben für ihre Regelsetzung fest.

### Das Arbeitsblatt DWA-A 400
Grundlage der Regelwerksarbeit der DWA ist das Arbeitsblatt DWA-A 400 "Grundsätze für die Erarbeitung des DWA-Regelwerks". Es enthält für die Erstellung von Arbeits- und Merkblättern in jeweils unterschiedlichen Verfahren verbindliche Vorgaben, insbesondere in Bezug auf die Information und Beteiligung der (Fach-)Öffentlichkeit. Zudem werden die Abstimmungswege oder die Vorgaben für regelmäßige Überprüfungen bzw. Aktualisierungen festgelegt.

### Geschäftsordnung für DWA-Fachgremien
Die Geschäftsordnung für die Fachgremien in der DWA ist die Basis für die Arbeit in den Fachgremien, die das Regelwerk erarbeiten. Als besonders wichtig ist dort vorgegeben, dass in den jeweiligen Ausschüssen die kompetenten Fachkreise angemessen vertreten sein müssen. Die Mitgliedschaft in den Fachgremien ist persönlich und ehrenamtlich.

## Rechtliche Einordnung und Relevanz
Die Erarbeitung des DWA-Regelwerks ist Ausdruck der technischen Selbstverwaltung. Die Anwendung der Arbeits- und Merkblätter ist grundsätzlich nicht verpflichtend. Durch die Anwendung von Normen wird die Rechtssicherheit zwischen den am Bau einer Abwasserkanalisation oder einer Kläranlage Beteiligten erhöht. Formal ist das DWA-Regelwerk ein untergesetzliches Regelwerk. Nach eigenem Bekunden

„steht jedermann die Anwendung des Regelwerkes frei. Eine Pflicht zur Anwendung kann sich aber aus Rechts- oder Verwaltungsvorschriften, Vertrag oder sonstigem Rechtsgrund ergeben.“

Da viele Fachleute ihre Erfahrungen in die Regelwerksarbeit einbringen, sind die technischen DWA-Regeln für die Anwender – seien es Planer, Anlagenbetreiber oder ausführende Firmen – eine wichtige Erkenntnisquelle für fachgerechte Lösungen. Verbindlich werden technische Regeln aber üblicherweise erst, wenn es hierfür eine rechtliche Grundlage gibt. Eine solche Grundlage können Rechtsvorschriften der Länder oder vertragliche Vereinbarungen sein.

### DWA-Arbeitsblätter als allgemein anerkannte Regeln der Technik
Das Arbeitsblatt DWA-A 400 legt fest, dass es Aufgabe der Arbeitsblätter ist, „insbesondere zur Umsetzung gesetzlicher Anforderungen technische Verfahren, Einrichtungen, Betriebsweisen und Maßnahmen zu beschreiben, die sich in ihrer praktischen Anwendung bewährt haben und nach sachverständiger Überzeugung der auf dem betreffenden Fachgebiet tätigen Personen als technisch einwandfreie und wirtschaftliche Lösungen gelten.“ Das für Arbeitsblätter geltende Verfahren beinhaltet die Möglichkeit für jedermann, zu dem Entwurf (sogenannter „Gelbdruck“) Stellung zu nehmen bzw. Einspruch zu erheben. Dies wird unter anderem im Bundesanzeiger angekündigt. Bei der Beratung der Änderungs- oder Ergänzungswünsche muss zwischen dem Fachgremium und dem Stellungnehmenden ein Konsens erzielt werden. Andernfalls besteht die Möglichkeit, ein Schlichtungsverfahren oder gar ein Schiedsverfahren einzuleiten. Für Regeln, die in transparenten Verfahren von einem pluralistisch zusammengesetzten Ausschuss erarbeitet wurden, gilt nach der Rechtsprechung des Bundesverwaltungsgerichts die Vermutung, dass sie inhaltlich und fachlich richtig sowie allgemein anerkannt sind. Andere Erkenntnisquellen werden dadurch aber nicht ausgeschlossen.

### DWA-Merkblätter als Regeln der Technik
Die Aufgabe der Merkblätter ist es nach DWA-A 400, "Empfehlungen und Hilfen zur Lösung technischer und betrieblicher Probleme sowie zum Qualitätsmanagement zu geben. Sie können auch Ergänzungen zu Arbeitsblättern darstellen sowie Verfahren, Einrichtungen, Betriebsweisen und Maßnahmen beschreiben, die noch nicht die Voraussetzungen für eine Anerkennung in einem Arbeitsblatt erfüllen." Auch bei Merkblättern wird meist ein öffentliches Stellungnahmeverfahren vorgeschaltet (Entwurfsveröffentlichung im Gelbdruck). Bei den folgenden Beratungen muss im Gegensatz zu einem Arbeitsblatt jedoch kein Konsens zwischen Fachgremium und Stellungnehmenden erzielt werden.

## Zustandekommen des Regelwerks
Jeder kann bei der DWA-Bundesgeschäftsstelle die Erarbeitung oder Überarbeitung eines Arbeits- oder Merkblattes anregen. Über die Arbeitsaufnahme entscheidet der jeweils zuständige Hauptausschuss. Über die Arbeitsaufnahme wird in den Verbandszeitschriften durch "Vorhabensbeschreibungen" informiert. Diese enthalten üblicherweise auch einen Aufruf zur Mitwirkung.

### Beteiligungsverfahren und Entwürfe
Entwürfe für Arbeitsblätter werden veröffentlicht, sind allerdings urheberrechtlich geschützt und können kostenpflichtig bestellt werden. Während der dreimonatigen Frist zur Stellungnahme stehen sie im Online-Portal der DWA frei zugänglich zur Kommentierung zur Verfügung. Die Veröffentlichung eines Entwurfes wird in den verbandseigenen Zeitschriften und über den Bundesanzeiger angekündigt. Außerdem werden die Fachmedien und die relevanten Fachkreise informiert. Innerhalb einer Frist von üblicherweise drei Monaten kann sich jeder inhaltlich zu dem Entwurf äußern. Danach werden die Stellungnahmen vom zuständigen DWA-Gremium beraten. Für Fälle, in denen zwischen Stellungnehmer ("Einsprecher") und Fachgremium keine Einigung erzielt werden kann (für Arbeitsblätter als allgemein anerkannte Regeln der Technik ist Einvernehmen grundsätzlich erforderlich), steht nach dem DWA-A 400 der Weg für eine Schlichtung und gegebenenfalls auch für ein Schiedsverfahren offen.

### Gültigkeit
Nachdem ein Entwurf das vorgeschriebene Beteiligungsverfahren durchlaufen hat, wird der abgestimmte Text als "Weißdruck" veröffentlicht und erhält dadurch Gültigkeit. Darüber wird in den Verbandszeitschriften und durch Pressemitteilungen informiert.
Regelmäßig fünf Jahre nach Erscheinen erfolgt eine Aktualitätsprüfung durch das zuständige Fachgremium. In den Verbandszeitschriften der DWA wird zudem die Fachöffentlichkeit aufgerufen, sich zur Aktualität der jeweiligen Publikation zu äußern und gegebenenfalls deren Überarbeitung zu initiieren. Wenn Inhalte überholt sind, wird eine Überarbeitung eingeleitet. Das betroffene Blatt bleibt in der Regel "gültig" und wird erst zurückgezogen, wenn der Weißdruck des Nachfolgers veröffentlicht wird. Sollten Inhalte das erforderlich machen, kann ein Fachgremium auch die sofortige Zurückziehung veranlassen.
Immer nur die aktuelle Ausgabe eines bestimmten Blattes ist gültig: Wurde ein Nachfolger veröffentlicht, wird damit der Vorgänger ungültig. Ob eine gegebene Ausgabe eines Blattes noch gültig ist, kann bei der DWA erfragt bzw. auf der Internetseite des Verbandes recherchiert werden.

### Benennung und Nummerierung
Die vollständige Bezeichnung jedes Blattes besteht aus drei Elementen: Präfix, Nummer (und ggf. Teilnummer bei mehrteiligen Blättern) und Langname.
- Das Präfix ist das Kürzel des Verbandes (DWA), dann ein Bindestrich, dann als Kennzeichen für Arbeitsblätter ein großes A oder für Merkblätter ein großes M (früher auch noch H für Hinweisblätter, mittlerweile sämtlich zurückgezogen).
- Die "Regelwerksnummer" ist meist drei-, selten vierstellig. Die erste Ziffer deutet meist auf den thematischen Herkunftsbereich. Bei Übersetzungen erhält die Nummer ein Suffix, das die jeweilige Sprache kennzeichnet (zum Beispiel E für englisch).
- Der Langname beschreibt den Inhalt bzw. Anwendungsbereich des Blattes.

Im Laufe der Zeit wurden unterschiedliche Nummerierungssysteme angewendet. Zudem ergeben sich Nummerndoppelungen durch die Zusammenlegung der Regelwerke der Abwassertechnischen Vereinigung e.V. (ATV) und des Deutschen Verbandes für Wasserwirtschaft und Kulturbau e.V. (DVWK) beim Zusammenschluss im Jahr 2000 zur "ATV-DVWK", ab diesem Jahr begannen alle Blätter mit ATV-DVWK-A oder -M. Schließlich wurde im September 2004 der Kurzname des Verbandes zu DWA geändert, so dass aufgrund der häufig langen Gültigkeitsdauern der einzelnen Blätter das "DWA-Regelwerk" tatsächlich aus folgenden Blättern besteht:
- DWA-Arbeitsblätter: DWA-A Ziffer "Titel", zum Beispiel DWA-A 221 "Kleinkläranlagen"
- DWA-Merkblätter: DWA-M Ziffer "Titel", zum Beispiel DWA-M 212 "Faulgasanlagen"
- ATV-DVWK-Arbeitsblätter: ATV-DVWK-A Ziffer "Titel"
- ATV-DVWK-Merkblätter: ATV-DVWK-M Ziffer "Titel"
- ATV-Arbeitsblätter: ATV-A Ziffer "Titel"
- ATV-Merkblätter: ATV-M Ziffer "Titel"
- DVWK-Regeln: DVWK-Regel Ziffer/Jahr "Titel"
- DVWK-Merkblätter: DVWK-Merkblatt Ziffer/Jahr "Titel"

Anders als zum Beispiel beim DIN oder früher beim DVWK ist bei DWA-Blättern das Erscheinungsdatum (Jahr beim DVWK, Monat und Jahr beim DIN) nicht Bestandteil der Bezeichnung.
Die führende Ziffer deutet fast immer auf den thematischen Herkunftsbereich bzw. den DWA-Hauptausschuss hin, in dem das Blatt erarbeitet wurde (bei der ATV waren die Hauptausschüsse von 1 bis 7 nummeriert).

### Die Hauptausschüsse (HA) der DWA (sortiert nach Regelwerksnummern)
- 1xx HA ES "Entwässerungssysteme" (zum Beispiel Kanalisation, Erfassung und Ableitung von Regenwasser und Abwasser)
- 2xx HA KA "Kommunale Abwasserbehandlung" (zum Beispiel Kläranlagen)
- 3xx HA KEK "Kreislaufwirtschaft, Energie und Klärschlamm" (zum Beispiel Klärschlammbehandlung, Biogaserzeugung, Umgang mit Baggerschlämmen); vormals AK "Abfall und Klärschlamm", Umbenennung zum 1. Januar 2013[6]
- 4xx HA RE "Recht" (derzeit nur das A-400)
- 5xx HA WW "Wasserbau und Wasserkraft" und
- 5xx HA HW "Hydrologie und Wasserbewirtschaftung"
- 6xx HA GB "Gewässer und Boden" (nur gewässerbezogene Themen)
- 7xx HA IG "Industrieaabwasser und anlagenbezogerner Gewässerschutz"
- 8xx HA WI "Wirtschaft"
- 9xx HA GB "Gewässer und Boden" (nur bodenbezogene Themen)
- 1xxx HA WI "Wirtschaft" (vorrangig übergeordnete Betriebsführungs- und Qualifikationsfragen)
- o.Nr. HA BIZ "Bildung und Internationale Zusammenarbeit" (organisiert die DWA-Bildungsarbeit)

Historisches: Beim DVWK begannen die Nummern der Regeln mit 100, die Merkblätter mit 200, dann wurde nach Erscheinen fortlaufend nummeriert. Früher scheint das auch bei der ATV so gehandhabt worden zu sein. Bei Überarbeitungen (s. u.) behält das Blatt üblicherweise seine Nummer, allerdings gibt es auch Ausnahmen. Der Nachfolger des Arbeitsblattes ATV-A 241 ist zum Beispiel das heutige DWA-A 157.

## Themenbände und Arbeitsberichte
Themenbände und Arbeitsberichte sind zwar nicht Bestandteil des Regelwerks, werden hier aber der Vollständigkeit halber erwähnt, denn auch sie sind Ergebnisse der Fachgremienarbeit. Sie durchlaufen kein Beteiligungsverfahren, sondern werden in den Fachgremien verabschiedet.
Arbeitsberichte können Zwischenberichte im Rahmen größerer Projekte der Regelwerksarbeit sein, ergänzende oder aktuelle Informationen zu weiterhin gültigen Arbeits- oder Merkblättern enthalten oder Themen betreffen, zu denen innerhalb des Regelwerks bislang keine Veröffentlichungen vorliegen. Arbeitsberichte haben in der Regel einen Umfang von wenigen Seiten.

## Übersetzungen
Arbeits- und Merkblätter werden in viele Sprachen übersetzt, darunter auch arabisch und chinesisch, aber hauptsächlich ins Englische.

## Urheberrecht und Vertrieb
Das DWA-Regelwerk steht unter Urheberrecht und ist kostenpflichtig. Es wird von der DWA als gedruckte Fassung vertrieben und zum kostenpflichtigen Download sowie als Online-Version angeboten.

## Trivia
- Der Begriff "Gelbdruck" für Entwürfe beruht auf der Tradition, Entwürfe auf gelbem Papier zu drucken, um Verwechslungen mit "gültigen", auf weißem Papier gedruckten Ausgaben (daher "Weißdrucke") zu vermeiden. Andere Regelsetzer halten es ähnlich: Auch DVGW-Entwürfe sind "Gelbdrucke". Das DIN druckt seine "Vornormen" auf blauem Papier, während Entwürfe europäischer Normen des CEN auf rosa Papier als "Pinkprint" veröffentlicht werden.
- Im Sprachgebrauch der Fachwelt werden einzelne Arbeitsblätter oder Merkblätter jeweils als "Regelwerk" bezeichnet, mehrere entsprechend als "Regelwerke" (Plural). Formal bezeichnet ein Regelwerk jeweils eine Sammlung von Einzelwerken eines Regelsetzers, in diesem Fall die Arbeitsblätter und Merkblätter der DWA. Weitere Regelwerke wären solche anderer Regelsetzer, zum Beispiel DIN, DVGW, VDI, VDE usw. So gesehen gibt es nur ein einziges DWA-Regelwerk, das eben aus Arbeitsblättern und Merkblättern besteht.